# Список птиц, занесённых в Красную книгу Московской области

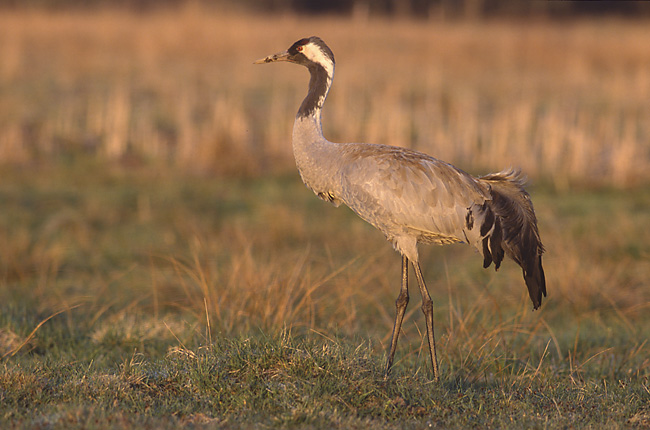
Серый журавль

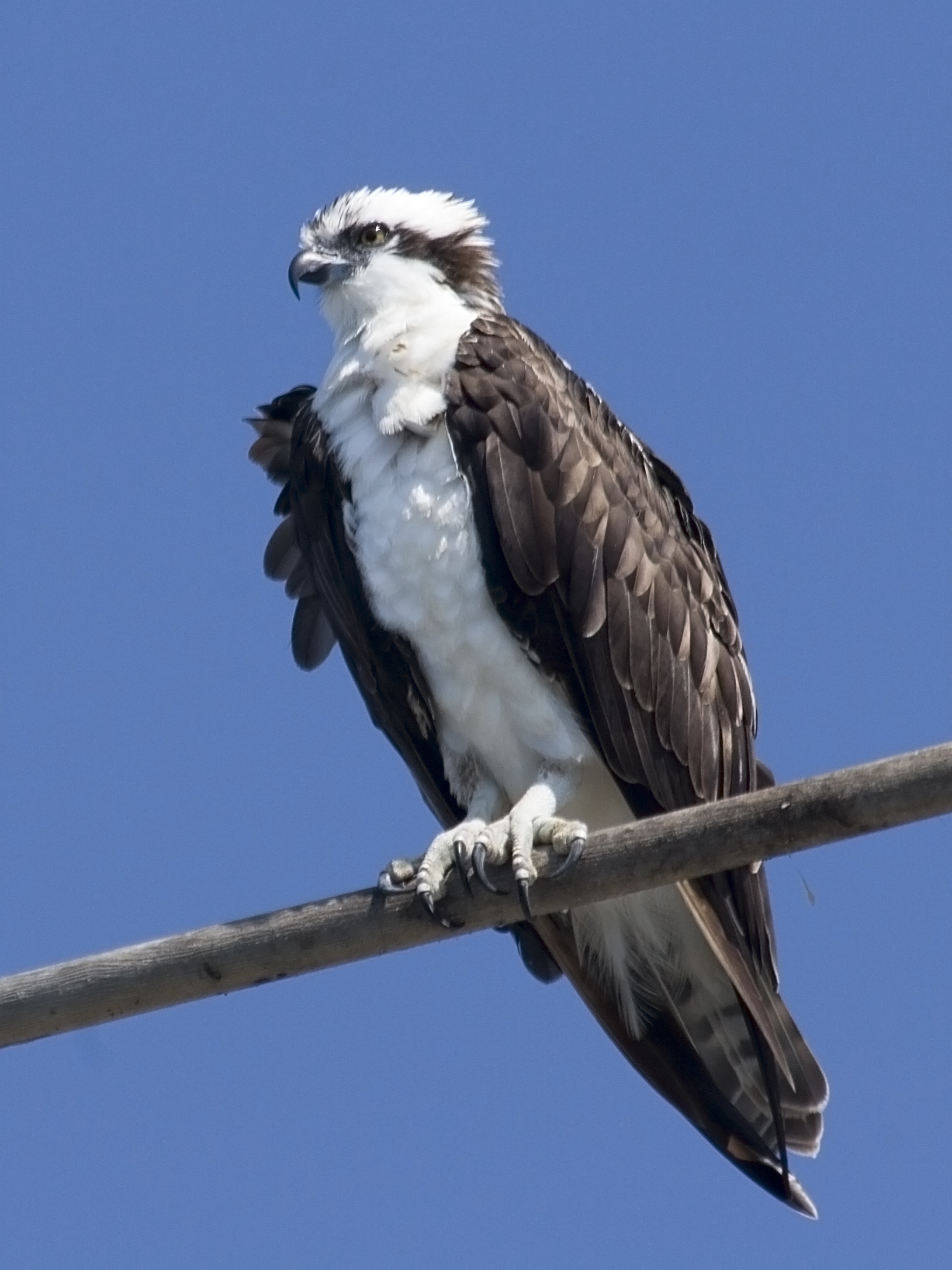
Скопа

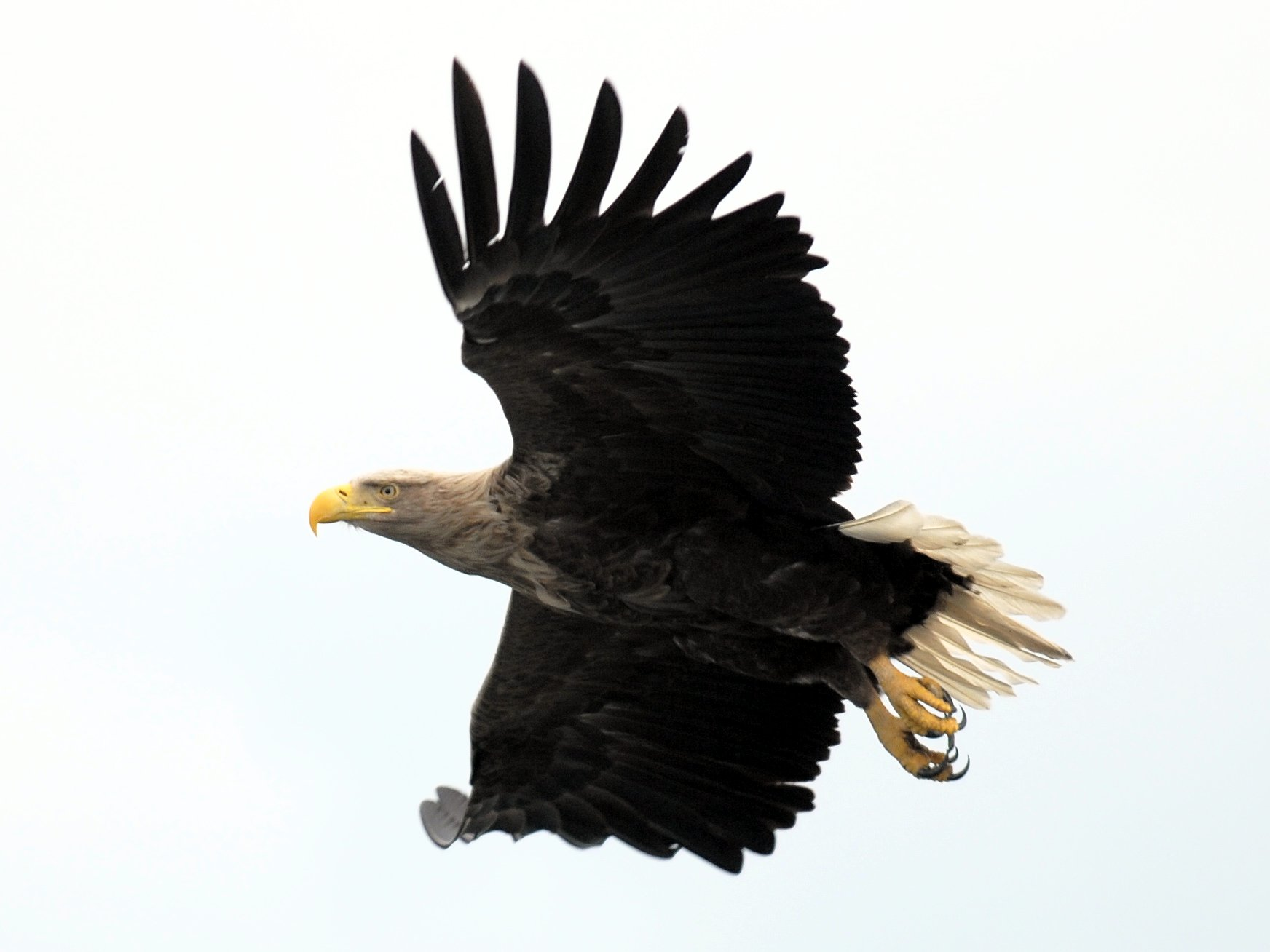
Орлан-белохвост

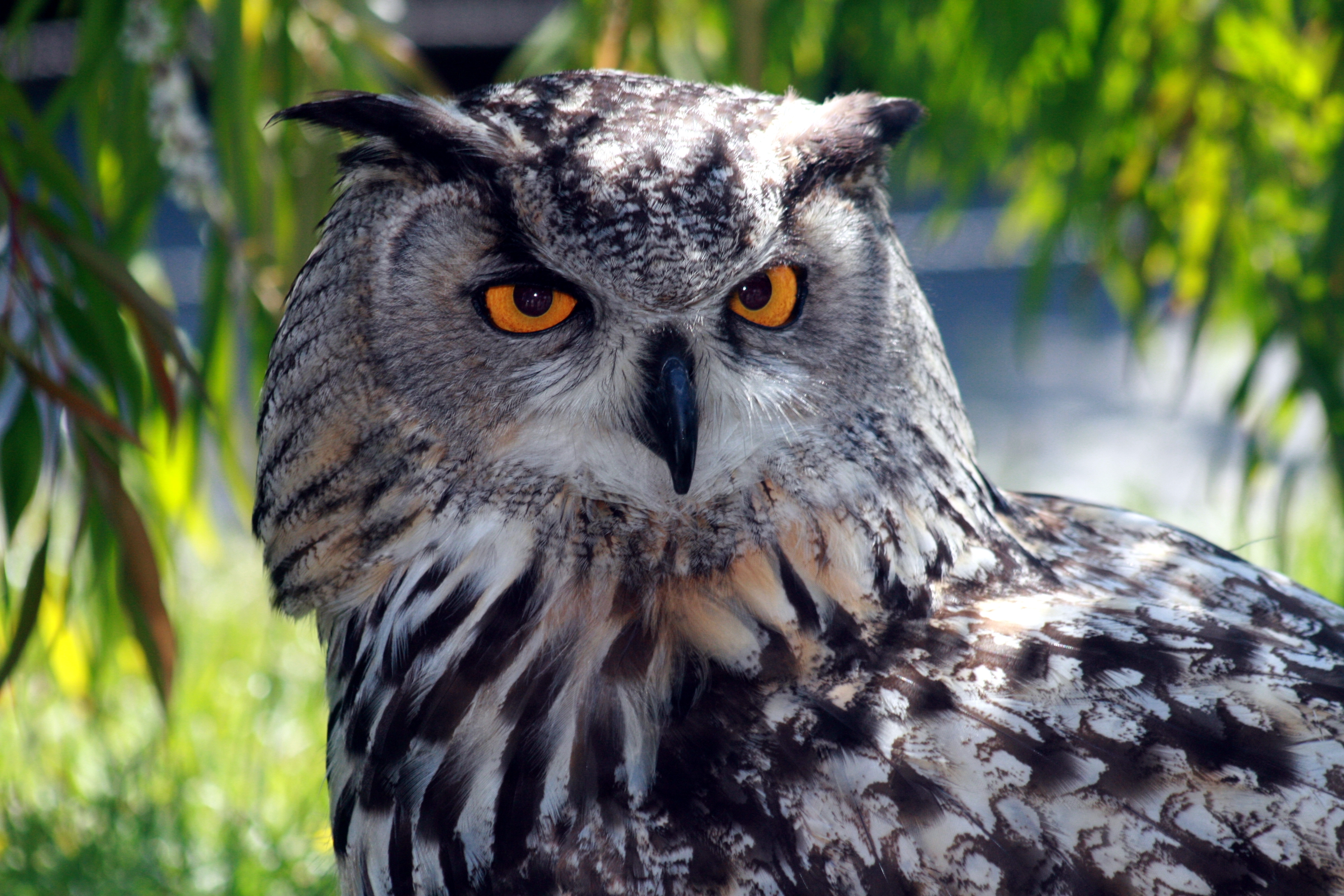
Филин

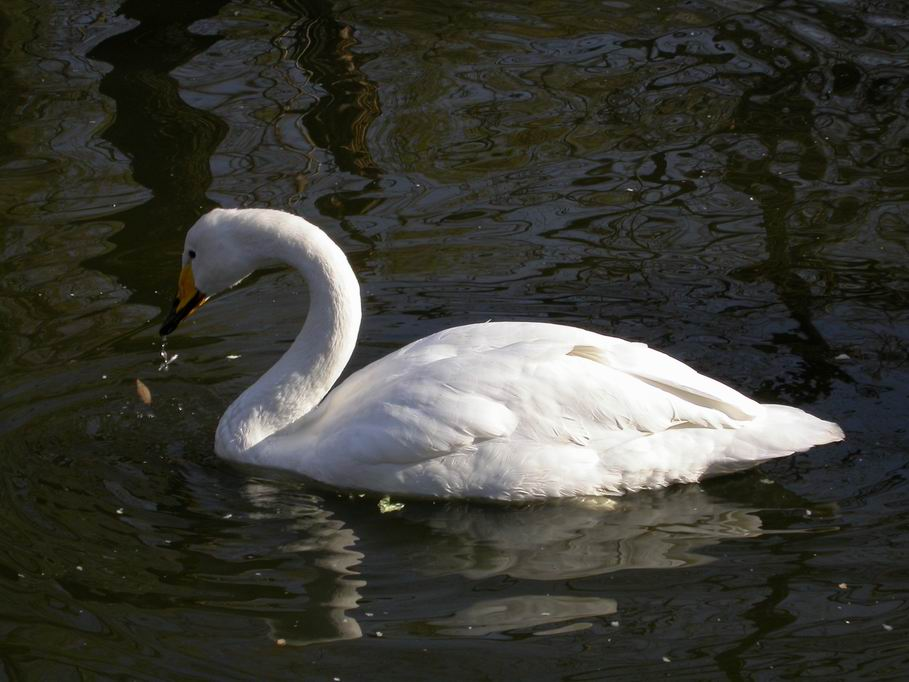
Лебедь-кликун

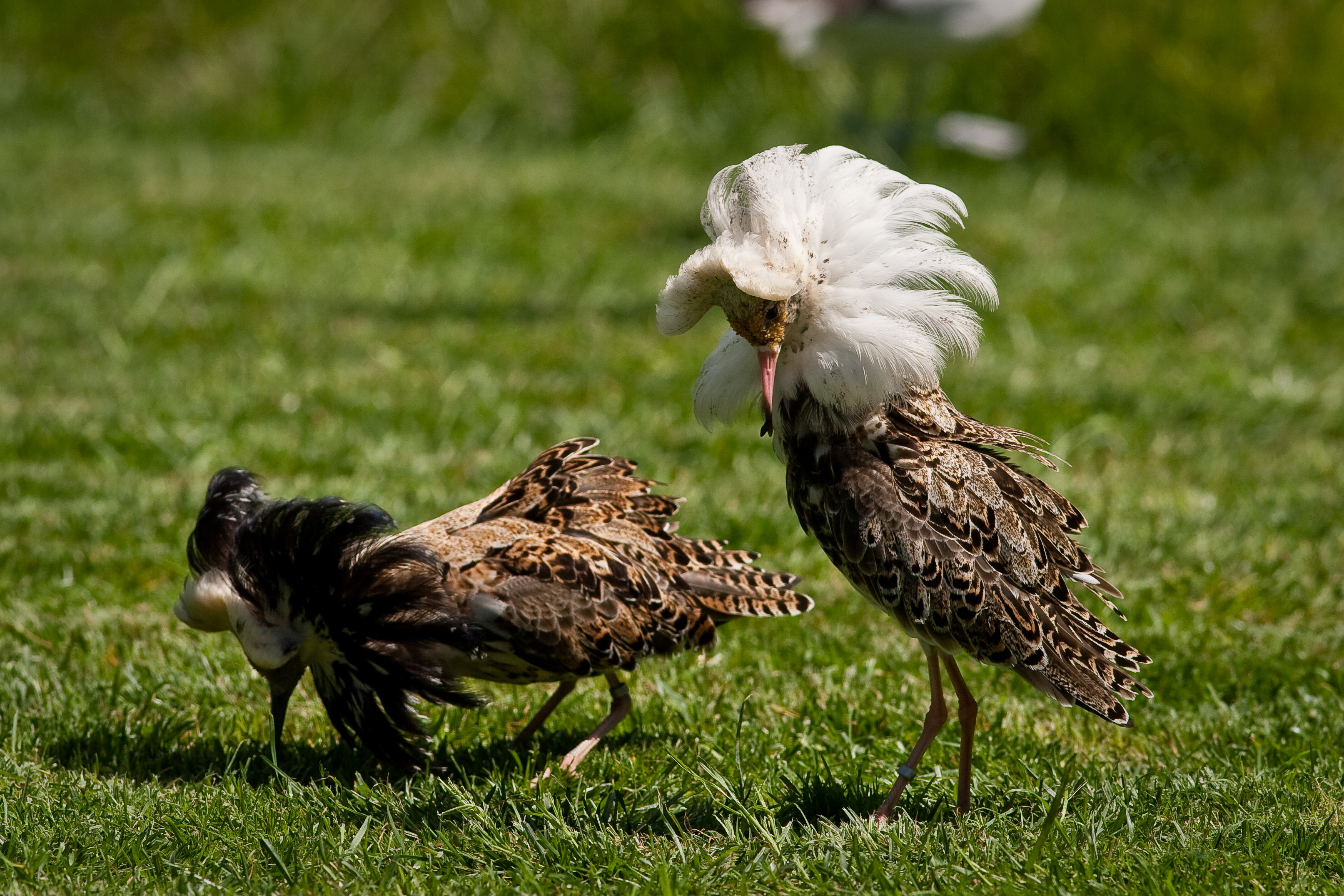
Турухтан

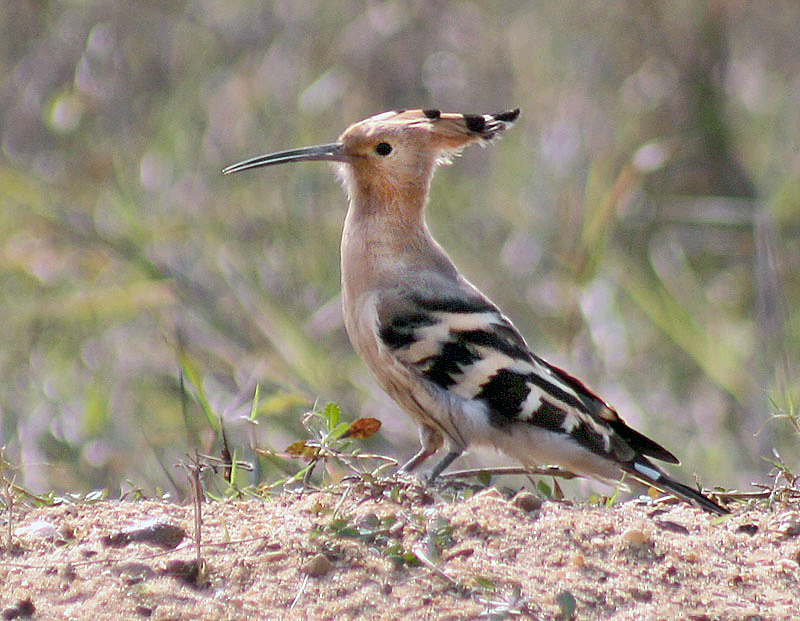
Удод

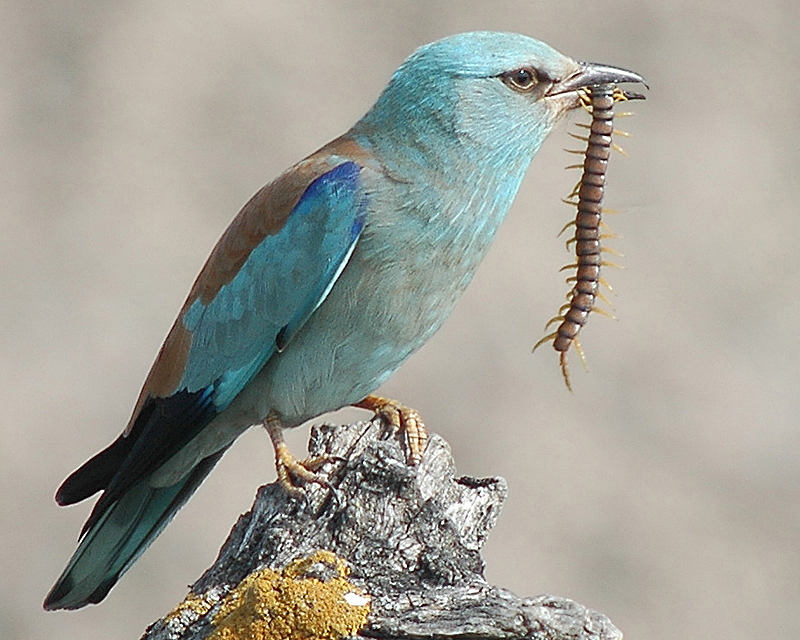
Сизоворонка

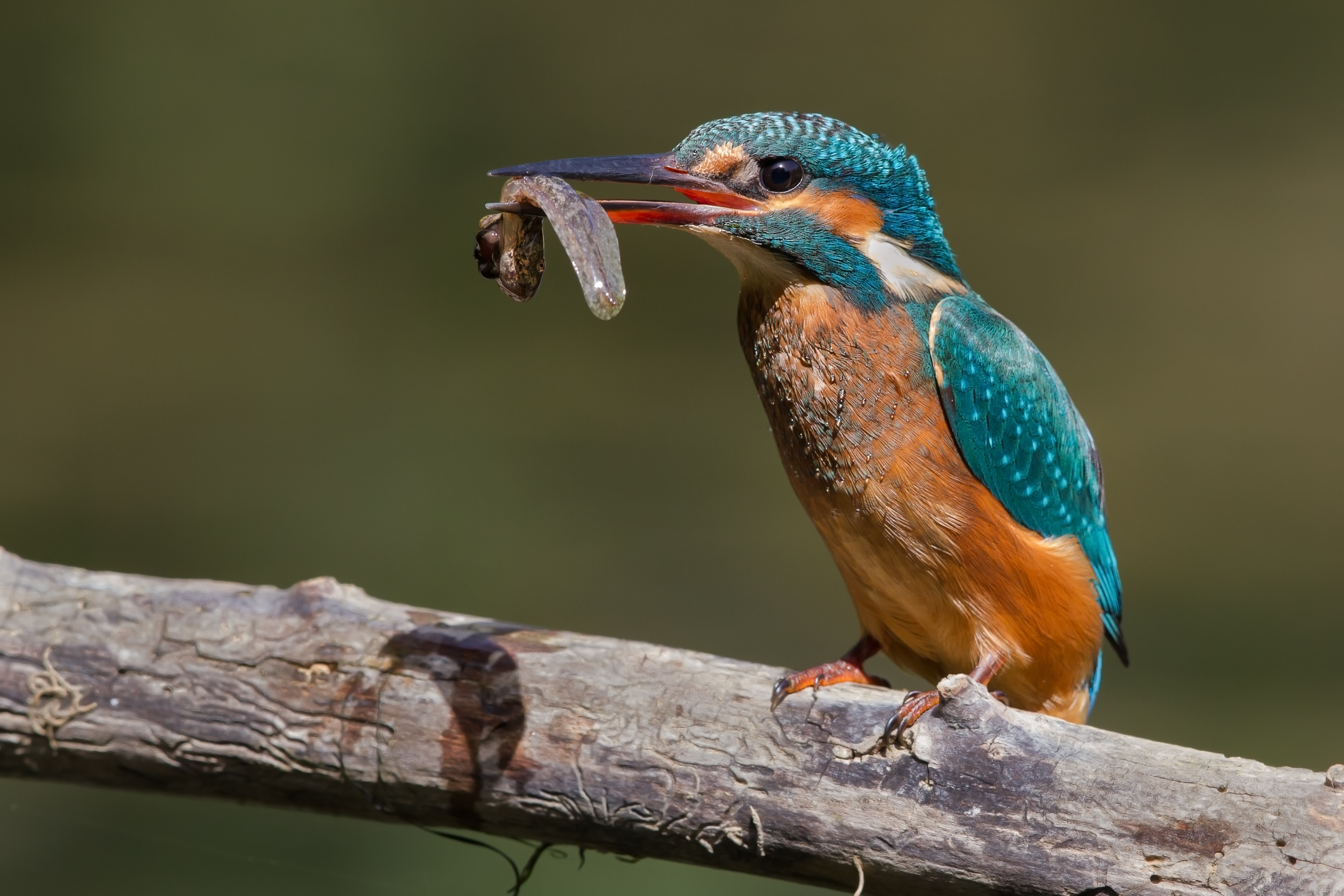
Обыкновенный зимородок

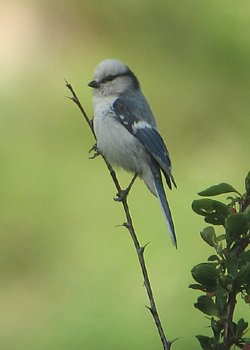
Белая лазоревка

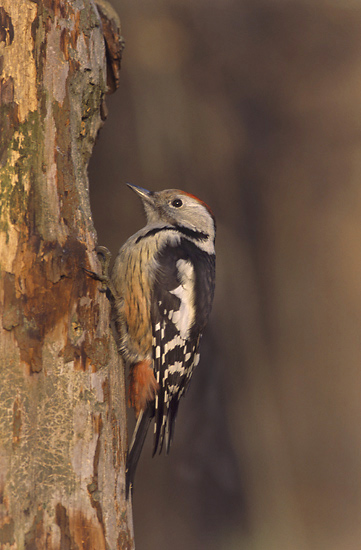
Средний пёстрый дятел

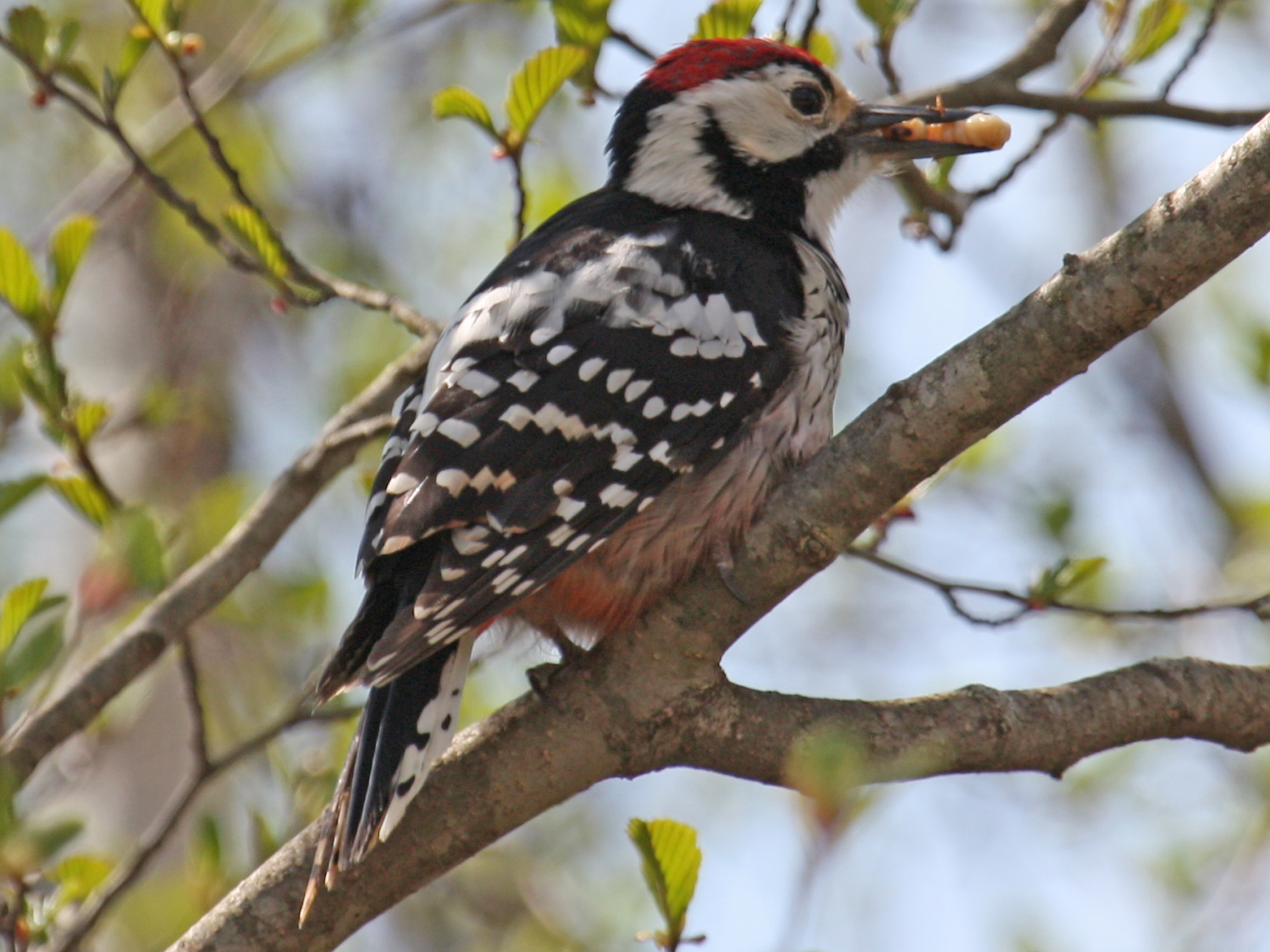
Белоспинный дятел

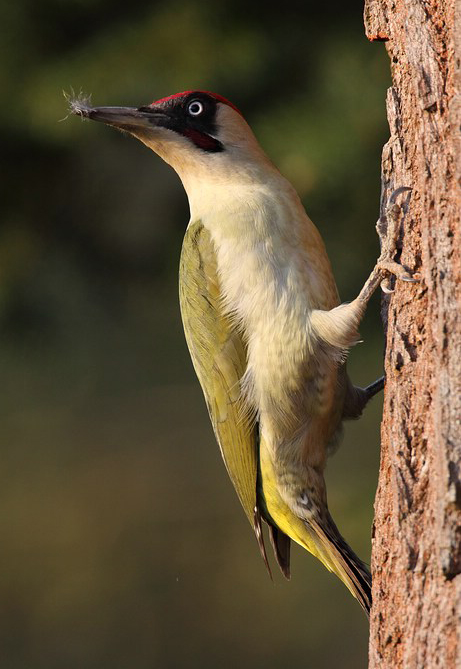
Зелёный дятел

Список птиц, занесённых в Красную книгу Московской области включает 68 видов птиц, включённых в Красную книгу Московской области (2008). По сравнению с первым изданием Красной книги Московской области (1998; где было 62 вида птиц) было добавлено 7 новых видов (малая выпь, серый гусь, лебедь-кликун, шилохвость, черный коршун, клинтух, ястребиная сова), а один вид исключён — северная бормотушка.
Категории охраны обозначены цифрой в конце строки каждого вида:
- 0 — возможно исчезнувшие
- 1 — находящиеся под угрозой исчезновения
- 2 — сокращающиеся в численности
- 3 — редкие
- 4 — неопределённые по статусу
- 5 — восстанавливающиеся

## Отряд Гагарообразные — Gaviiformes
- Семейство Гагаровые — Gaviidae
  - Чернозобая гагара — Gavia arctica (L.) 0

## Отряд Поганкообразные — Podicipediformes
- Семейство Поганковые — Podicipedidae
  - Малая поганка — Podiceps ruficollis (Pall.) 1
  - Красношейная поганка — Podiceps auritus (L.) 1
  - Серощекая поганка — Podiceps grisegena (Bodd.) 1

## Отряд Аистообразные — Ciconiiformes
- Семейство Цаплевые — Ardeidae
  - Малая выпь, или волчок — Ixobrychus minutus (L.) 3
- Семейство Аистовые — Ciconiidae
  - Белый аист — Ciconia ciconia (L.) 3
  - Черный аист — Ciconia nigra (L.) 0

## Отряд Гусеобразные — Anseriformes
- Семейство Утиные — Anatidae
  - Серый гусь — Anser anser (L.) 0
  - Пискулька — Anser erythropus (L.) (мигрирующие особи) 3
  - Лебедь-кликун — Cygnus cygnus (L.) 1
  - Серая утка — Anas strepera L. (гнездовая популяция) 3
  - Шилохвость — Anas acuta L. (гнездовая популяция) 1

## Отряд Соколообразные — Falconiformes
- Семейство Скопиные — Pandionidae
  - Скопа — Pandion haliaetus (L.) 1
- Семейство Ястребиные — Accipitridae
  - Обыкновенный осоед — Pernis apivorus (L.) 3
  - Черный коршун — Milvus migrans (Bodd.) 2
  - Полевой лунь — Circus cyaneus (L.) 2
  - Степной лунь — Circus macrourus (Gm.) 4
  - Луговой лунь — Circus pygargus (L.) 5
  - Змееяд — Circaetus gallicus (Gm.) 0
  - Орёл-карлик — Hieraaetus pennatus (Gm.) 1
  - Большой подорлик — Aquila clanga Pall. 1
  - Малый подорлик — Aquila pomarina C.L. Brehm 1
  - Беркут — Aquila chrysaetos (L.) 0
  - Орлан-белохвост — Haliaeetus albicilla (L.) 1
- Семейство Соколиные — Falconidae
  - Балобан — Falco cherrug J.E. Gray 0
  - Сапсан — Falco peregrinus Tunst. 0
  - Дербник — Falco columbarius L. 1
  - Кобчик — Falco vespertinus L. 1

## Отряд Курообразные — Galliformes
- Семейство Тетеревиные — Tetraonidae
  - Белая куропатка — Lagopus lagopus (L.) 0

## Отряд Журавлеобразные — Gruiformes
- Семейство Журавлиные — Gruidae
  - Серый журавль — Grus grus (L.) 3
- Семейство Пастушковые — Rallidae
  - Водяной пастушок — Rallus aquaticus L. 3
  - Малый погоныш — Porzana parva (Scop.) 4

## Отряд Ржанкообразные — Charadriiformes
- Семейство Кулики-сороки — Haematopodidae
  - Кулик-сорока — Haematopus ostralegus L. 1
- Семейство Бекасовые — Scolopacidae
  - Большой улит — Tringa nebularia (Gunn.) (гнездовая популяция) 1
  - Травник — Tringa totanus (L.) 3
  - Поручейник — Tringa stagnatilis (Bechst.) 2
  - Мородунка — Xenus cinereus (Guld.) 3
  - Турухтан — Philomachus pugnax (L.) (гнездовая популяция) 1
  - Дупель — Gallinago media (Lath.) (гнездовая популяция) 1
  - Большой кроншнеп — Numenius arquata (L.) 1
  - Большой веретенник — Limosa limosa (L.) 1
- Семейство Чайковые — Laridae
  - Малая чайка — Larus minutus Pall. 2
  - Белокрылая крачка — Chlidonias leucopterus (Temm.) 3
  - Малая крачка — Sterna albifrons Pall. 1

## Отряд Голубеобразные — Columbiformes
- Семейство Голубиные — Columbidae
  - Клинтух — Columba oenas L. 2

## Отряд Совообразные — Strigiformes
- Семейство Совиные — Strigidae
  - Филин — Bubo bubo (L.) 1
  - Сплюшка — Otus scops (L.) 3
  - Домовый сыч — Athene noctua (Scop.) 3
  - Мохноногий сыч - Aegolius funereus 4
  - Ястребиная сова — Surnia ulula (L.) 4
  - Длиннохвостая неясыть — Strix uralensis Pall. 3
  - Бородатая неясыть — Strix nebulosa J.R. Forst. 1

## Отряд Ракшеобразные — Coraciiformes
- Семейство Сизоворонковые — Coraciidae
  - Сизоворонка — Coracias garrulus L. 0
- Семейство Зимородковые — Alcedinidae
  - Обыкновенный зимородок — Alcedo atthis (L.) 2

## Отряд Удодообразные — Upupiformes
- Семейство Удодовые — Upupidae
  - Удод — Upupa epops L. 3

## Отряд Дятлообразные — Piciformes
- Семейство Дятловые — Picidae
  - Зеленый дятел — Picus viridis L. 2
  - Седой дятел — Picus canus Gmel. 3
  - Средний пестрый дятел — Dendrocopos medius (L.) 4
  - Белоспинный дятел — Dendrocopos leucotos (Bech.) 5
  - Трехпалый дятел — Picoides tridactylus (L.) 3

## Отряд Воробьинообразные — Passeriformes
- Семейство Жаворонковые — Alaudidae
  - Лесной жаворонок — Lullula arborea (L.) 2
- Семейство Сорокопутовые — Laniidae
  - Серый сорокопут — Lanius excubitor L. 1
- Семейство Врановые — Corvidae
  - Кедровка — Nucifraga caryocatactes (L.) 3
- Семейство Славковые — Sylviidae
  - Вертлявая камышевка — Acrocephalus paludicola (Vieill.) 0
  - Ястребиная славка — Sylvia nisoria (Bech.) 3
- Семейство Синицевые — Paridae
  - Обыкновенный ремез — Remiz pendulinus (L.) 5
  - Белая лазоревка, или князёк — Parus cyanus Pall. 3
- Семейство Овсянковые — Emberizidae
  - Садовая овсянка — Emberiza hortulana L. 3
  - Дубровник — Emberiza aureola Pall. 1